# Nils Chöler
Nils Gustaf Einar Chöler, född 14 februari 1954 i Jönköping, är en svensk journalist, programledare, moderator och redaktör, som arbetar på Sveriges Television.
Tidigare arbetade han främst på SVT2 i Göteborg, men sedan hösten 2004 återfinns Chöler på Kunskapskanalen som programledare för bland annat Spelplats Europa och Mera om världen tillsammans med Chris Forsne. Han var programledare för serien De lyckliga åren, som sändes i tre delar i SVT 2 1992. Tillsammans med Birgitta Sandstedt efterträdde han hösten 1996 Siewert Öholm som programledare för Kvällsöppet. Fram till dess var han fortfarande relativt okänd för den stora tv-publiken, trots att han har arbetat som reporter på tv (på nyhetsredaktionen) sedan 1977.
Fram till dess hade han även varit programledare, nyhetsreporter, politisk reporter och studioreporter för Västnytt,  där han även har varit redaktör. På Sveriges Television har han arbetat sedan 1975, och han har synts i Rapport och Aktuellt. och även som nyhetsuppläsare i Go'morron Sverige på lördagarna under tidigt 90-tal. Nils Chöler är göteborgare sedan 1974 och har en fil kand med historia som huvudämne. Chöler är uppvuxen i Mariestad och har studerat på Journalisthögskolan i Göteborg i början av 1970-talet. Dessutom har han varit TV-producent och reporter för Lyckan min motståndare. Tidigare var Nils Chöler även programledare för ekonomimagasinet Summerat i SVT 1 tillsammans med Chris Forsne, och tidigare Helena Stålnert, men ersattes av Petter Niljung. Chöler medverkade i programmet En kunglig kväll på Göteborgsoperan 1994.